# Brashear (Misuri)
Brashear es una ciudad ubicada en el condado de Adair en el estado estadounidense de Misuri. En el Censo de 2010 tenía una población de 273 habitantes y una densidad poblacional de 301,16 personas por km².

## Geografía
Brashear se encuentra ubicada en las coordenadas 40°8′54″N 92°22′44″O / 40.14833, -92.37889. Según la Oficina del Censo de los Estados Unidos, Brashear tiene una superficie total de 0.91 km², de la cual 0.91 km² corresponden a tierra firme y (0%) 0 km² es agua.

## Demografía
Según el censo de 2010, había 273 personas residiendo en Brashear. La densidad de población era de 301,16 hab./km². De los 273 habitantes, Brashear estaba compuesto por el 95.6% blancos, el 0% eran afroamericanos, el 0.37% eran amerindios, el 0.73% eran asiáticos, el 0% eran isleños del Pacífico, el 0% eran de otras razas y el 3.3% pertenecían a dos o más razas. Del total de la población el 0% eran hispanos o latinos de cualquier raza.